# Ludovico di Breme
Ludovico di Breme, nome completo Ludovico Arborio Gattinara dei Marchesi di Breme (Torino, giugno 1780 – Torino, 15 agosto 1820), è stato uno scrittore e saggista italiano, tra gli ideatori del primo giornale romantico nazionale, Il Conciliatore.

## Biografia
Figlio di un diplomatico del Regno di Sardegna, Ludovico di Breme ricevette gli ordini religiosi nel 1806 e si trasferì a Milano, dove suo padre era divenuto Ministro dell'Interno del napoleonico Regno d'Italia. Lì fu cappellano del viceré Beauharnais e successivamente ricoprì l'incarico di Consigliere di Stato del Regno. Nel 1818, quando Milano faceva parte del Regno Lombardo-Veneto soggetto all'Austria, fu l'ispiratore de Il Conciliatore, sul quale sostenne con vivacità le nuove dottrine romantiche.
È stato scritto che «profondamente errerebbe chi volesse giudicare il Di Breme soltanto dalle infiammate sue esaltazioni della nuova poetica, la quale avrebbe seppellito Aristotele e Orazio, Quintiliano e Minturno, Rollin e La Harpe e delle sdegnose sue invettive contro il Quattrocento, contro i saporiferi umanisti e gli spurii rifacitori della letteratura greca e della latina, i quali diceva essere stati il peso di piombo della nostra letteratura».
Quantunque Di Breme usi un'immagine eloquente per illustrare la necessità di staccarsi dai seguaci della consuetudine parlando della tirannia dei morti, così continua il Calcaterra nella sua Introduzione a Polemiche, la sua idea non è altro che una conciliazione tra gli estremisti dell'antico e del moderno, individuato in Schiller, Shakespeare, Calderon de la Barca. Una via quindi tutta italiana alle idee romantiche.  Il Di Breme ebbe a dichiarare: «io non sono intollerante che della sola intolleranza». Il titolo del periodico Il Conciliatore illustra perfettamente il progetto dei suoi animatori.
Ebbe un posto di primo piano nel Risorgimento italiano, comprendendo che la crisi che viveva l'Italia coinvolgeva moralmente tutta la nazione, e sostenne con veemenza come lo spirito liberale non potesse essere distrutto. Egli ebbe piena coscienza che per rinnovare la cultura italiana era necessario diventare partecipi dell'universalità dello spirito europeo. Intese il Romanticismo come affrancamento da ogni costrizione letteraria, politica e culturale, e vide in esso l'apice dell'impulso creativo.
Pur rimanendo in lui le tracce dell'educazione illuministica, egli esaltò il nuovo spiritualismo polemizzando con toni aspri contro il sensismo e il materialismo. Il padre, Giuseppe Ludovico Arborio di Gattinara di Breme, fu membro della Massoneria, in una lista del 2 dicembre 1775 figura come Gran Tesoriere del Gran Capitolo del Gran Priorato d'Italia della Stretta Osservanza Templare, col nome d'Ordine di "Ludovicus a Liliis aureis".
Tra le sue opere si ricordano Intorno alla ingiustizia di alcuni giudizi letterari italiani del 1816, il Grand commentaire sur un petit article del 1817, il saggio sul Giaurro del Byron del 1818, le Postille contro i Cenni critici sulla poesia romantica del Londonio, oltre a numerosi articoli di critica apparsi su Il Conciliatore.

### La natura della poesia moderna
Nelle Osservazioni sul Giaurro di Byron, Ludovico di Breme partecipa al dibattito sorto dalla pubblicazione dell'articolo di Madame de Staël. Di Breme si mostra favorevole al romanticismo, a differenza di altri autori quali Leopardi, che risponderà a questo suo brano con il Discorso di un italiano intorno alla poesia romantica.
Secondo di Breme esistono due tipi di immaginazione. Quella, tanto lodata, degli antichi in realtà era ignorantissima su ogni cagione: essi di ogni accidente fecero poesia, poiché, non avendo alcuna conoscenza scientifica, tendevano a interpretare ogni evento naturale con la poesia, la mitologia. L'uomo moderno quindi non può far proprio questo modello di poesia, valido per un'altra epoca. L'immaginazione moderna si basa sulla conoscenza della realtà e su un metodo logico. Tipico dell'immaginazione moderna è il patetico, che non è né malinconico né lugubre, ma è legato al sentimento ed è svelamento della natura.

### I legami con la cultura europea
Convinto che la cultura italiana fosse orgogliosa della propria tradizione da peccare di chiusura verso l'orizzonte europeo, e soprattutto verso le nuove tendenze romantiche che si stavano sviluppando in nord Europa, Ludovico Di Breme, dopo la fine dell'incarico presso la corte napoleonica, rifiutò ogni impegno pubblico nel nuovo regime austriaco, ma non rinnegò mai le cariche e gli onori avuti in precedenza. 
Egli lasciò scritto che «nei tempi in cui i concetti dell’onore subiscono un mutamento, è segno di forza d’animo il non arrossire delle buone azioni che si sono fatte sotto una data la quale è stata sostituita da altre nel gioco della fortuna e il non vergognarsi delle testimonianze di stima che si sono allora ricevute». Si dedicò ai viaggi e alla stesura di opere varie: testi di critica letteraria, romanzi, tragedie. Molti di questi progetti rimasero allo stato di abbozzo.
Di Breme era diventato amico di Madame de Staël, di Sismondi  e aveva ricevuto a Milano, in un convegno svoltosi nell'ottobre del 1816, rimasto memorabile nelle cronache mondane dell'epoca, il discusso Lord Byron, in fuga dall'Inghilterra dopo lo scandalo seguito alla fine del suo matrimonio con Anne Isabella Milbanke.
Tra i frequentatori stranieri del palco della Scala di Breme va citato, oltre Madame de Staël, Stendhal. Quest'ultimo ha lasciato testimonianza dell'incondizionata ammirazione del di Breme per Madame di Staël, spesso al centro di polemiche da parte dell'ambiente milanese più tradizionale per essere l'alfiere più in vista del Romanticismo europeo, nonché dell'affetto sincero dello stesso verso la scrittrice francese di origini svizzere. Nel suo Roma, Napoli e Firenze Stendhal dà un'immagine positiva e vivace del palco del di Breme alla Scala, frequentato dai milanesi dell'epoca come Pietro Borsieri e Silvio Pellico, ma anche da tutti gli stranieri di un certo rilievo di passaggio in città.

## Pensiero
Ludovico di Breme assegna alla letteratura, prediligendola tra tutte le arti, la funzione principale indirizzata alla formazione di un popolo, nella fattispecie quello italiano. «Questo ufficio educatore e civile dev'essere in gran parte compiuto dalla letteratura» in quanto è attraverso la propria letteratura che ogni nazione condensa l'immaginazione e il pensiero della gente di ogni tempo della propria storia.